# Szerdahelyi Csongor
Szerdahelyi Csongor (Budapest, 1954. november 26. –) magyar újságíró, szerkesztő.
1980-ban diplomázott az ELTE-n történelem-néprajz szakon. 1982-ben újságírói diplomát szerzett a MÚOSZ újságíróiskoláján. 1980-tól 1991-ig az Új Ember belső munkatársa, rovatvezetője volt. 1991–92 között Antall József miniszterelnök munkatársa, a Miniszterelnöki Hivatal sajtóirodájának főosztályvezetője volt. 1992–1996 közt diplomáciai tevékenységet folytatott, a Magyar Köztársaság Szentszék mellé rendelt nagykövetsége és a Szuverén Máltai Lovagrend melletti nagykövetség tanácsosa, 1994-ben 8 hónapon át ügyvivője volt.
1996–2004 között az Új Ember főmunkatársaként dolgozott. 2004–2008 között a Magyar Katolikus Püspöki Konferencia sajtóirodájának vezetője, a katolikus.hu honlap főszerkesztője volt. 2005-től a Világposta, 2007–2010 között a Népek Missziója c. missziós lap főszerkesztője. 2009-től a Pasaréti Ferences Alapítvány igazgatója és a Magyar Katolikus Rádió szerkesztője. 2009-től a Ferences Sajtóközpont igazgatója, 2010-től a Lánchíd Rádió szerkesztője. 2012 és 2017 között a Kossuth Rádió hetente jelentkező Horizont című műsorának társszerkesztője. 2019-től a Szent István Rádió munkatársa is. 2020 december 1-től az Országút című lap főszerkesztője.

## Kitüntetések
- Újságírói elismerés 1991 – Rónay György-díj
- Diplomáciai tevékenységéért Angelo Sodano bíboros-államtitkártól átvehette a pápa által adományozott kitüntetést, a Nagy Szent Gergely Lovagrend tiszti keresztjét.
- A Magyar Távirati Iroda 2005-ben az Év sajtócsapata kitüntetésben részesítette az általa vezetett sajtóirodát. Sárospatak polgármestere 2008-ban „Sárospatak sajtójáért” díjban részesítette a 2007-es Szent Erzsébet-évben végzett munkájáért. 2009-ben újságírói tevékenységéért Táncsics-díjat kapott. 2020. október 22-én Áder János köztársasági elnök A Magyar Érdemrend lovagkeresztje kitüntetésben részesítette.

A Magyar Katolikus Újságírók Szövetségének elnökségi tagja, a plébániai lapok évenkénti országos találkozójának szervezője, a Felsőkrisztinavárosi Ker. Szent János Plébánia képviselőtestületének tagja.

## Publikációi
- A katolikus Európa; közrem. Rosdy Pál; Új Ember, Bp., 1999
- Felső-Krisztinavárosi Keresztelő Szent János Plébánia, 1940–2000; szerk. Szerdahelyi Csongor; Felsőkrisztina, Bp., 2000
- Félelem nélkül. Szerdahelyi Csongor beszélgetése a hetvenöt éves Gyulay Endrével; Szent István Társulat, Bp., 2005 (Pásztorok)
- Magunkat nem hagyhatjuk el. Szerdahelyi Csongor beszélgetése Seregély István egri érsekkel; Szent István Társulat, Bp., 2007 (Pásztorok)
- Kisbojtárból főpásztor. Szerdahelyi Csongor beszélgetése Takács Nándor nyugalmazott megyéspüspökkel; Szent István Társulat, Bp., 2008 (Pásztorok)
- Törd meg az éhezőknek kenyeredet Szerdahelyi Csongor beszélgetése Bosák Nándor debrecen-nyíregyházi megyéspüspökkel; Szent István Társulat, Bp., 2009 (Pásztorok)
- A teremtett világ igézetében. Szerdahelyi Csongor beszélgetése Német László nagybecskereki püspökkel; Szent István Társulat, Bp., 2010 (Pásztorok)
- A Jó Pásztor nyomában. Sill Aba ferences szerzetessel beszélget Szerdahelyi Csongor; Martinus, Szombathely, 2012
- Sajtóapostolból apostolutód. Szerdahelyi Csongor beszélgetése Huzsvár László nyugalmazott nagybecskereki megyéspüspökkel; Szent István Társulat, Bp., 2013 (Pásztorok)
- Józsikám, újra kezdjük! Hét évtized szalézi történelem Havasi József atya szemszögéből; Szerdahelyi Csongor; Don Bosco, Bp., 2014
- Isten műveinek szekértolója. Szerdahelyi Csongor beszélgetése az aranymisés Miocs József egyházzenésszel és paptanárral; Agapé, 2018
- Ember vezeti az embert Istenhez. Szerdahelyi Csongor beszélgetése Bolberitz Pál professzorral; Szent István Társulat, Bp., 2019
- "Szemlélhettem a csodát". Életinterjú Sajgó Szabolcs jezsuitával; Jezsuita, Bp., 2021 (Jezsuita könyvek. Arcélek)
- Az amerikai Zirc; Ciszterci Diák és Cserkész Alapítvány, Bp., 2021
- Az engedelmesség iskolája. A kispap Bolberitz Pál lelki naplója 1963-1968; Szent István Társulat, Bp., 2025

### Fordítások
- Angelo Casaroli: A türelem vértanúsága (Szent István Társulat, 2001)
- Andrea Riccardi: Keresztények a vértanúság századában (Új Ember Kiadó, 2002)
- Pietro Brunori: A katolikus egyház (Szent István Társulat, 2002)

Cikkek az Új Ember, a Keresztény Élet, a Távlatok, a Magyar Nemzet, a Magyar Hírlap és a Jel című sajtótermékekben.